# Albtransport

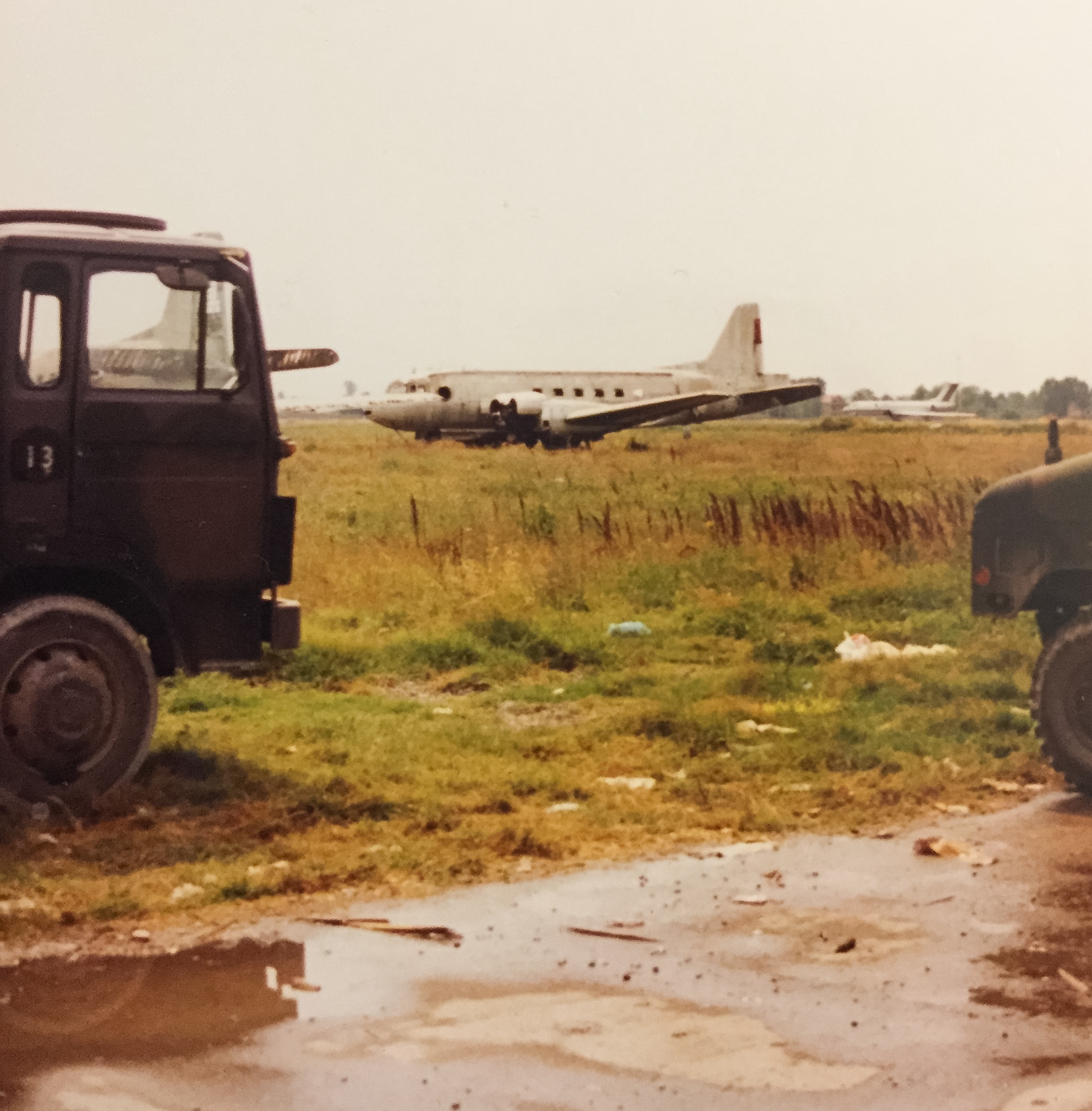
Abgestellte Il-14, die früher von Albtransport genutzt wurde, auf dem Flughafen Tirana im Sommer 1999

Albtransport (auch bezeichnet als Altes Transport Tirana) war die staatliche Fluggesellschaft der Sozialistischen Volksrepublik Albanien. Sie führte jedoch nur sporadisch Zivilflüge mit Maschinen des Typs Iljuschin Il-14 der albanischen Luftstreitkräfte durch. Primär war das Staatsunternehmen für die nationalen Belange der zivilen Luftfahrt zuständig, unter anderem für die Flugsicherung in Albanien sowie für die Abfertigung am Flughafen Tirana und für dessen Leitung.

## Geschichte
Albtransport wurde am 25. Januar 1957 in Hinblick auf die bevorstehende Einweihung des Flughafens Tirana gegründet. Zeitgleich erwarb Albanien ein erstes Verkehrsflugzeug, eine Iljuschin Il-14, die aber nur als Regierungsflugzeug diente. Zuvor besaß das Land weder Zivilflugzeuge noch waren die luftverkehrsrechtlichen Voraussetzungen zur Aufnahme eines internationalen Linienflugbetriebs erfüllt, weil Albanien erst im Jahr 1989 der ICAO beitrat.
Nach seiner Eröffnung flogen ausländische Fluggesellschaften wie Aeroflot, Jat und Malév den Flughafen Tirana planmäßig an, während Albtransport kaum als Fluggesellschaft in Erscheinung trat. Zwar vermarktete das Unternehmen in den frühen 1960er Jahren kurzzeitig eine Linienverbindung nach Berlin-Schönefeld unter eigenem Namen, tatsächlich wurde diese Strecke aber in Kooperation mit Interflug beflogen, wobei Albtransport lediglich die freien Kapazitäten an Bord der Interflug-Maschinen nutzte. Das albanische Regierungsflugzeug kam nur vereinzelt auf nationalen und internationalen Sonderflügen zum Einsatz, unter anderem nach Bukarest, Moskau, Prag und Sofia.
Drei weitere gebrauchte Iljuschin Il-14, darunter je ein Lizenzbau aus der DDR und der Tschechoslowakei, erwarben die albanische Luftstreitkräfte im Jahr 1971. Diese nutzte auch Albtransport für gelegentliche Passagier- und Frachtflüge im Inland. Im Jahr 1991 betrieb das Unternehmen zudem kurzzeitig einen Hubschrauber des Typs Bell 222UT für die albanische Regierung. Gegen Jahresende 1991 stellte Albtransport ihre Tätigkeit als Fluggesellschaft ein, wurde aber nicht aufgelöst.
Anfang 1992 gründete das Staatsunternehmen mit der österreichischen Tyrolean Airways die Fluggesellschaft Albanian Airlines in Form eines Joint Ventures. Nach der Demokratisierung des Landes war Albtransport noch bis zum Jahresende 1992 für die zivile Flugsicherung in Albanien verantwortlich und blieb bis Ende 2004 als staatliche Betreibergesellschaft des Flughafens Tirana bestehen.

## Eingesetzte Luftfahrzeuge
- Bell 222UT
- Iljuschin Il-14